# Sidney Frederic Harmer
Sidney Frederic Harmer, född den 9 mars 1862 i Norwich, död den 22 oktober 1950, var en engelsk zoolog, far till seglaren Russell Harmer.
Harmer var föreståndare för naturhistoriska delen av British museum i London och intendent (keeper) vid zoologiska avdelningen av detta museum. Han var en av utgivarna av samlingsverket "Cambridge Natural History" och författare till flera arbeten särskilt rörande några i morfologiskt avseende intressanta, men länge delvis gåtfulla lägre djurgrupper, som mossdjuren, Enteropneusta med flera. Harmer erhöll knightvärdighet 1920, blev utländsk ledamot av Kungliga Vetenskapsakademien 1931 och fick Linnean Medal 1934.